# Теракт в армянском парламенте
Теракт в армянском парламенте произошёл 27 октября 1999 года в Ереване, когда во время очередной сессии Национального Собрания Армении, перед процедурой вопросов и ответов, во время нахождения на трибуне министра финансов Армении Левона Бархударяна, в зал ворвались вооружённые люди. Они потребовали от депутатов отключить сотовые телефоны и лечь на пол. Террористы, по свидетельству очевидцев, пребывали в крайне возбуждённом состоянии и заявили, что совершают государственный переворот. Лидер боевиков Наири Унанян подошёл к премьеру и бросил ему в лицо: «Хватит пить нашу кровь», на что тот ему спокойно ответил: «Всё делается ради тебя и будущего твоих детей», в ответ Унанян открыл огонь.
По свидетельству присутствовавших на заседании журналистов, огонь был направлен в сторону премьер-министра Вазгена Саркисяна и спикера НС Карена Демирчяна, оба они погибли. В результате теракта погибли также вице-спикеры НС Юрий Бахшян и Рубен Мироян, министр по оперативным вопросам Леонард Петросян, депутат Армен Арменакян и академик Национальной Академии наук Армении депутат Микаел Котанян. Ещё один депутат — председатель редакционного совета газеты «Айастан» («Армения») Генрик Абрамян, находившийся в здании парламента в момент теракта, умер от сердечного приступа. Стрельба была слышна на улицах за стенами парламента. Через полчаса после первых выстрелов к зданию парламента стали стекаться люди и подъезжать машины скорой помощи и полиции. Здание окружили подразделения внутренних войск. Группа террористов взяла в заложники депутатов и членов правительства. Террористы, удерживавшие в зале заседаний Национального Собрания около 50 депутатов и министров, потребовали, чтобы для переговоров к ним прибыл лично президент Армении Роберт Кочарян.
Один из террористов Наири Унанян — бывший журналист, бывший член АРФД Дашнакцутюн, был активистом студенческого движения 1988—1990 годов, участвовал в молодёжных забастовках и манифестациях на заре карабахского движения.

## 27 октября
- Был ранен и перевезён в клиническую больницу Еревана депутат НС Андраник Манукян, где ему была сделана операция.
- Помимо Саркисяна и Демирчяна, были убиты также вице-спикеры НС Рубен Мироян и Юрий Бахшян, министр по оперативным вопросам Леонард Петросян и депутаты Арменак Арменакян, Генрик Абрамян и Микаел Котанян.
- Начались прямые переговоры между главарём террористов Наири Унаняном и президентом Робертом Кочаряном.
- У террористов было два требования: выйти в прямой эфир и второе — чтобы им дали возможность сдаться и гарантировали справедливый суд.

## 28 октября
- 28 октября началось освобождение заложников из парламента. Члены вооружённой группы были арестованы и переправлены в Министерство национальной безопасности Армении.
- В генеральной прокуратуре Армении было возбуждено уголовное дело по статье 61 Уголовного кодекса (террористический акт); предварительное следствие проводило следственное управление прокуратуры.

## 29 октября
- Указом президента Армении Роберта Кочаряна от 28 октября была создана государственная комиссия, которую возглавил сам Кочарян. Другим указом президента с 29 по 31 октября 1999 в республике объявлялся траур.
- Террористы содержались в СИЗО МНБ. Это — Наири и его младший брат Карен Унанян, а также Эдуард Григорян, Врам Галстян и Дереник Беджанян.

## 30 октября
- Премьер-министр РФ Владимир Путин находился в Армении с 5-часовым визитом, в ходе которого он принял участие в траурных мероприятиях, посвящённых видным политическим деятелям, погибшим в парламенте.

## 31 октября
- Траурная церемония поминовения прошла в здании Национального театра оперы и балета имени Ал. Спендиарова.

## Версии

### Обмен территориями с Азербайджаном
Первая неофициальная версия случившегося — теракт организован спецслужбами стран, имеющих жизненные интересы в регионе. В качестве таковых назывались США и Россия. Эта версия была основана на том, что в ноябре 1999 года в Стамбуле должен был состояться саммит ОБСЕ, и на нём главы Армении и Азербайджана намеревались подписать некий документ. Одним из предложений посредников по решению карабахской проблемы являлся вариант территориального обмена, согласно которому Азербайджан уступал Армении Лачинский коридор, соединяющий её с Нагорным Карабахом, а взамен получал часть территории Мегринского района, создающую такой же коридор в Нахичевань. Этот вариант вызвал активное неприятие большинства армянских политиков. Особенно активно против него выступали премьер Вазген Саркисян и спикер Карен Демирчян. После теракта в парламенте Армении на саммите в Стамбуле документы подписаны не были.

### Заговор окружения президента Армении Роберта Кочаряна
Ещё в ночь после теракта стали усиленно распространяться слухи, что главой заговора и инициатором убийства лидеров правящего блока является президент Армении Роберт Кочарян. На основании показаний Наири Унаняна 16 декабря были арестованы советник президента Алексан Арутюнян, а затем ещё ряд сторонников президента Армении Роберта Кочаряна. В адрес самого президента прозвучали практически открытые обвинения в причастности к теракту. Недавно назначенный премьер Арам Саркисян, вице-премьер Ваан Ширханян, сын погибшего спикера Степан Демирчян и ряд других высокопоставленных политиков на пресс-конференциях не стеснялись в обвинениях в адрес президента и его сторонников. Постепенно, используя ошибки своих оппонентов, президенту удалось консолидировать власть. Однако вопрос о том, существует ли организатор парламентских убийств, не входящий в группу Унаняна, остаётся открытым. Многие в Армении верят, что им является бывший президент Армении Роберт Кочарян.
Радио «Свобода» сообщало, что члены координационного совета движения «Легитимный президент-2008» Гарник Маргарян, Людмила Саркисян и Гурген Егиазарян обратились к Генпрокурору Армении Агвану Овсепяну с письмом, в котором требуют возбудить уголовное дело в связи с публикацией в газете «Айкакан жаманак» материала, касающегося депутата НС Армении Сашика Саркисяна, брата президента Сержа Саркисяна. «Несколько дней назад брат Сержа Саркисяна Сашик Саркисян, во время похорон в Санкт-Петербурге племянника известного криминального авторитета Тевосика, в присутствии десятков людей заявил: „Мы стольких людей в парламенте не для того положили, чтобы сегодня вот так просто отдать власть другим“», — написала «Айкакан жаманак» 27 декабря 2007 года. «Письмо сформулировано следующим образом: на страницах СМИ опубликовано сделанное в Санкт-Петербурге заявление Сашика Саркисяна о событиях, касающихся теракта 27 октября, — сказал журналистам лидер партии „Родина и Честь“ Гарник Маргарян. — Газета уже заявила, что она права, и у неё есть для этого все основания. Надо пригласить Сашика Саркисяна и потребовать у него объяснений по факту заявления». «Мы требуем в рамках закона пригласить, и если это так, то присоединить это заявление к прекращённому делу „О 27 октября“, и, как участника, как подстрекателя призвать к ответственности. Если же нет, то выяснить до конца».
Газета «Айк» писала, что, несмотря на то, что это заявление было опубликовано многочисленными СМИ, со стороны Генпрокуратуры Армении до сих пор никакой реакции нет.
Как отмечалось в газете «Айкакан жаманак», заявление Сашика Саркисяна вызвало большой шум, но так и не было опровергнуто. После этого, пишет «АЖ», «Серж выслал своего брата на другое полушарие, чтоб его духу до окончания выборов в Армении не было, и дабы ещё что-нибудь не сболтнул. Теперь он в Лос-Анджелесе». «Но как может молчать ставший благодаря брату миллионером нувориш Сашик, когда ему море по колено? И вот, там, в Лос-Анджелесе, его спросили, действительно ли он такое говорил? Видимо, после первого раза брат-премьер упрекнул его: „Ты ж не осёл?“, и „перевоспитавшийся“ Сашик в ответ на заданный в Лос-Анджелесе вопрос ответил буквально следующим образом: „Я ж не осёл, такое говорить… Зачем мы должны грехи Роба брать на себя?“» — пишет «Айкакан жаманак» и заключает: «Таким образом, Сашик сделал первую серьёзную заявку на то, чтобы быть вовлечённым как обвиняемый или, в крайнем случае, как серьёзный свидетель по делу „О 27 октября“».

## Последствия
Согласно журналисту «Российской газеты» Игорю Елкову, теракт в армянском парламенте стал серьёзным ударом по репутации Министерства национальной безопасности Армении. В дальнейшем ряд лиц, занимавших руководящие посты в Министерстве, были повышены в звании, что вызвало недоумение у некоторых.
В конце 2003 года ереванский суд признал виновными семь человек, хотя никто из них не раскаялся в содеянном: более того, они настаивали, что своими действиям требовали от премьер-министра уйти в отставку и спасти Армению от катастрофы. Шестеро подсудимых — Наири Унанян, его брат Карен Унанян, Эдуард Григорян, Врам Галстян, Дереник Беджанян и Ашот Князян — были приговорены к пожизненному лишению свободы. Гамлет Степанян был приговорён к 14 годам лишения свободы. Судья Самвел Узунян заявил, что если бы Армения не приняла обстоятельства перед Советом Европы, подсудимые были бы приговорены к смертной казни.